# LGBT
LGBT hoặc LGBT+ là một từ viết tắt từ chữ đầu, thay thế cho cho Lesbian (đồng tính luyến ái nữ), Gay (đồng tính luyến ái nam), Bisexual (song tính luyến ái), Transgender (chuyển giới) và Queer (có xu hướng tính dục và bản dạng giới khác biệt, hoặc không nhận định mình theo bất kỳ nhãn nào) hoặc Questioning (đang trong giai đoạn tìm hiểu bản thân). Dấu cộng đại điện cho sự tồn tại đa dạng của các nhóm khác trong cộng đồng như: N là Non-binary (phi nhị nguyên giới), I Intersex (liên giới tính), A Asexual (vô tính luyến ái)...

Lá cờ cầu vồng 6 màu đại diện cho LGBTQ+, tượng trưng sự đa dạng giới tính, sự đa dạng định giới và đa dạng xu hướng tính dục.

LGBTQ+ thể hiện sự đa dạng của con người dựa trên xu hướng tính dục (sexual orientation), bản dạng giới (gender identity), thể hiện giới (gender expression) và thiên hướng tình dục (sexual attraction). Xu hướng tính dục có các nhóm phổ biến: dị tính luyến ái (heterosexual), đồng tính luyến ái (homosexual), song tính luyến ái (bisexual), toàn tính luyến ái (pansexual), vô tính luyến ái (asexual)... Theo bản dạng giới có thể có: nam, nữ, phi nhị nguyên giới, linh hoạt giới, vô giới... và người có bản dạng giới trái với giới tính chỉ định (sex assigned at birth) của mình là người chuyển giới, ngược lại người người có bản dạng giới phù hợp với giới tính chỉ định là người hợp giới (cisgender).

## Lịch sử thuật ngữ
Thuật ngữ LGBT bắt đầu được sử dụng từ những năm 1990, tên viết tắt này bắt nguồn từ LGB, được dùng để thay thế thuật ngữ gay do sự xuất hiện của cộng đồng LGBT+ vào nửa cuối thập niên 1980, khi những nhà hoạt động xã hội tin rằng cụm từ cộng đồng gay không đại diện chính xác và bao gồm những người mà nó nói đến.

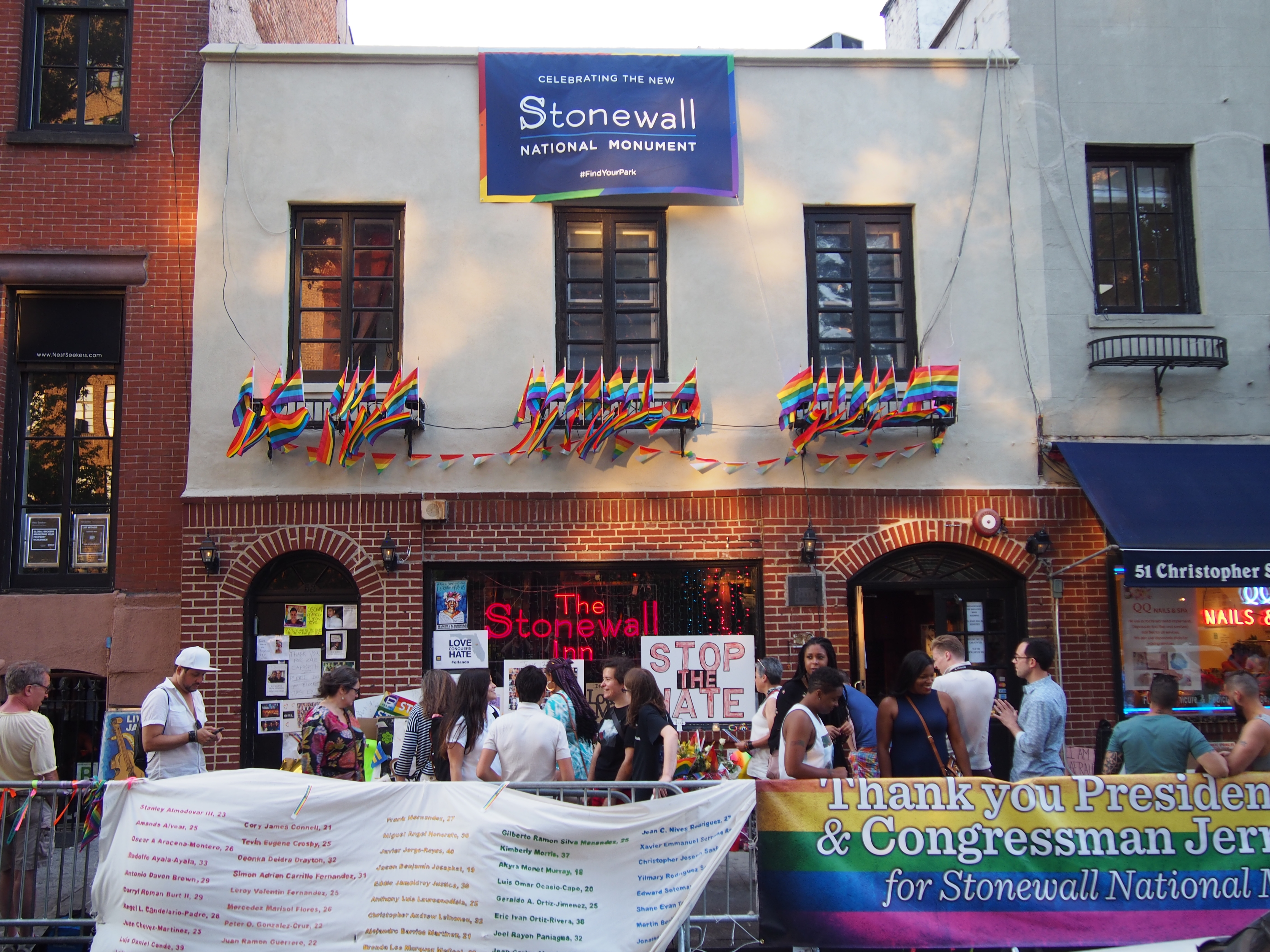
Quán bar Stonewall Inn ở làng cho người LGBT+ ở Làng Greenwich, Manhattan, địa điểm diễn ra cuộc bạo động Stonewall tháng 6 năm 1969, cái nôi của phong trào giành quyền LGBT+ thời nay và là một biểu tượng của văn hóa LGBT+, được trang trí bởi những lá cờ lục sắc.

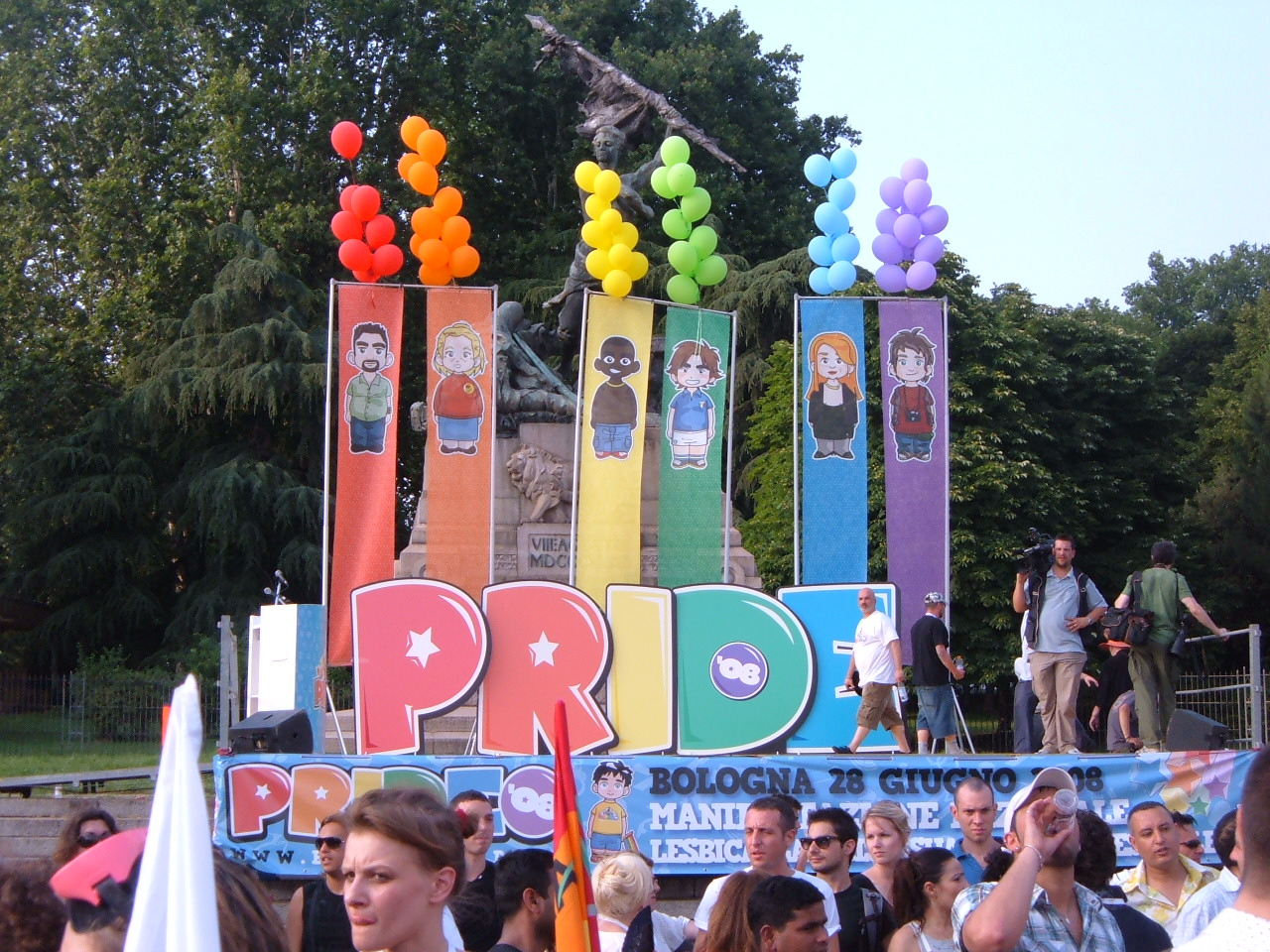
Các ấn phẩm LGBT+, diễu hành tự hào và những sự kiện liên quan như sân khấu này tại Bologna Pride 2008 ở Ý, thường xuyên sử dụng thuật ngữ LGBT thay vì thêm các chữ cái mới và giải quyết các vấn đề về vị trí của các chữ cái trong tiêu đề mới.

Lá cờ kiểu mới được thiết kế bởi Daniel Quasar vào năm 2018 nhằm nâng cao nhận thức về những người queer da màu, người chuyển giới và những người đã mất mạng vì căn bệnh HIV/AIDS.

Người đồng tính (homosexual), cụm từ được sử dụng rộng rãi đầu tiên giờ đây mang một hàm ý tiêu cực ở nước Mỹ. Sau đó, nó được thay thế bởi homophile vào những năm 1950 và 1960, và tiếp theo là gay vào những năm 1970; cụm từ gay được chấp nhận trước bởi cộng đồng người đồng tính.
Khi mà những người đồng tính nữ ngày càng tạo dựng được sự hiện diện, thì cụm từ "đồng tính nam (Gay) và đồng tính nữ (Lesbian)" cũng trở nên thông dụng hơn. Một cuộc tranh cãi về việc liệu mục tiêu chính trị của người đồng tính nữ nên là nữ quyền hay quyền của người đồng tính đã dẫn đến sự tan rã của một số tổ chức dành cho người đồng tính nữ, bao gồm Daughters of Bilitis, tan rã vào 1970, theo đó là tranh cãi về việc nên đặt vấn đề nào là ưu tiên hàng đầu trước. Khi mà sự bình đẳng là ưu tiên hàng đầu đối với những nhà nữ quyền đồng tính nữ, sự bất tương xứng vai vế giữa nam và nữ cũng như giữa butch (tính nam) và femme (tính nữ) bị coi là biểu hiện của chế độ phụ quyền. Các nhà nữ quyền đồng tính nữ đã né tránh vai trò về giới  – thứ đang phổ biến ở các quán bar khi đó – cũng như "chủ nghĩa sô vanh" của những người đồng tính nam; nhiều nhà nữ quyền đồng tính nữ từ chối hợp tác với người đồng tính nam, hoặc đảm nhiệm sứ mệnh của họ.
Những người đồng tính nữ giữ quan điểm bản chất luận, rằng họ sinh ra đã là đồng tính luyến ái và sử dụng từ "đồng tính nữ" để định nghĩa sự hấp dẫn về tình dục, thường coi những ý kiến ly khai của những người theo chủ nghĩa nữ quyền là bất lợi cho bản chất  quyền của người đồng tính. Những người song tính và chuyển giới cũng tìm kiếm sự công nhận là những nhóm chính thức trong cộng đồng thiểu số lớn hơn.
Trước sự phấn khởi về sự thay đổi sau hành động nhóm trong cuộc bạo loạn Stonewall năm 1969 ở thành phố New York, vào cuối những năm 1970 và đầu những năm 1980, một số người đồng tính nam và đồng tính nữ dần trở nên ít chấp nhận người song tính hoặc chuyển giới hơn. Các nhà phê bình nói rằng những người chuyển giới thể hiện không đúng theo các khuôn mẫu về họ và những người song tính chỉ đơn giản là những người đồng tính nam hoặc đồng tính nữ người e sợ phải công khai và thành thật về bản dạng của họ. Mỗi cộng đồng đã phải đấu tranh để phát triển bản sắc riêng của mình bao gồm cả việc liệu có nên hay không và làm thế nào, để hòa hợp với những cộng đồng dựa trên giới và tính dục khác, dẫn đến việc đôi khi loại trừ các phân nhóm nhỏ hơn; những xung đột này vẫn tiếp tục cho đến ngày nay. Các nhà hoạt động LGBT+ và các nghệ sĩ đã sử dụng những áp phích để nâng cao nhận thức về vấn đề này kể từ khi phong trào bắt đầu.
Từ khoảng năm 1988, các nhà hoạt động bắt đầu sử dụng thuật ngữ LGBT ở Hoa Kỳ. Mãi đến những năm 1990, trong phong trào này, người đồng tính nam, đồng tính nữ, song tính và chuyển giới mới được tôn trọng một cách bình đẳng. Điều này đã thúc đẩy một số tổ chức áp dụng những cái tên mới, như Hiệp hội Lịch sử GLBT đã làm vào năm 1999. Mặc dù cộng đồng LGBT+ đã chứng kiến nhiều tranh cãi liên quan đến việc chấp nhận phổ biến đến các nhóm thành viên khác nhau (đặc biệt là các cá nhân song tính và chuyển giới, đôi khi bị cho ra rìa bởi cộng đồng LGBT lớn hơn), thuật ngữ LGBT đã là một biểu tượng tích cực của sự hòa nhập.
Mặc dù trên danh nghĩa, LGBT không bao gồm tất cả những từ viết tắt chỉ các cá nhân trong các cộng đồng nhỏ hơn (xem Các biến thể bên dưới), thuật ngữ này thường được chấp nhận để bao gồm những người không được xác định cụ thể trong nghĩa viết tắt của bốn chữ cái. Nhìn chung, việc sử dụng thuật ngữ LGBT theo thời gian đã hỗ trợ phần lớn trong việc đưa những cá nhân bị thiệt thòi vào cộng đồng chung. Nữ diễn viên chuyển giới Candis Cayne vào năm 2009 đã mô tả cộng đồng LGBT+ là "nhóm thiểu số cuối cùng", và lưu ý rằng "Chúng ta vẫn có thể bị quấy rối một cách công khai" và "bị gọi tên trên truyền hình".
Vào năm 2016, Hướng dẫn tham khảo về phương tiện truyền thông của GLAAD tuyên bố rằng LGBTQ là thuật ngữ được ưa thích hơn, bởi vì nó bao gồm các thành viên trẻ của cộng đồng chấp nhận từ Queer là một từ tự mô tả bản thân. Tuy nhiên, một số người xem "Queer" là một thuật ngữ xúc phạm có nguồn gốc ngôn từ kích động thù địch và từ chối nó, đặc biệt là một số thành viên lớn tuổi.
Đến nay, có thêm nhiều chữ cái mới và vấn đề vị trí giữa các chữ cái vẫn chưa được giải quyết. Nên nhiều người thường dùng LGBT+ để biểu thị rằng cộng đồng còn bao gồm những nhóm khác.

## Các biến thể của thuật ngữ

### Tổng quan

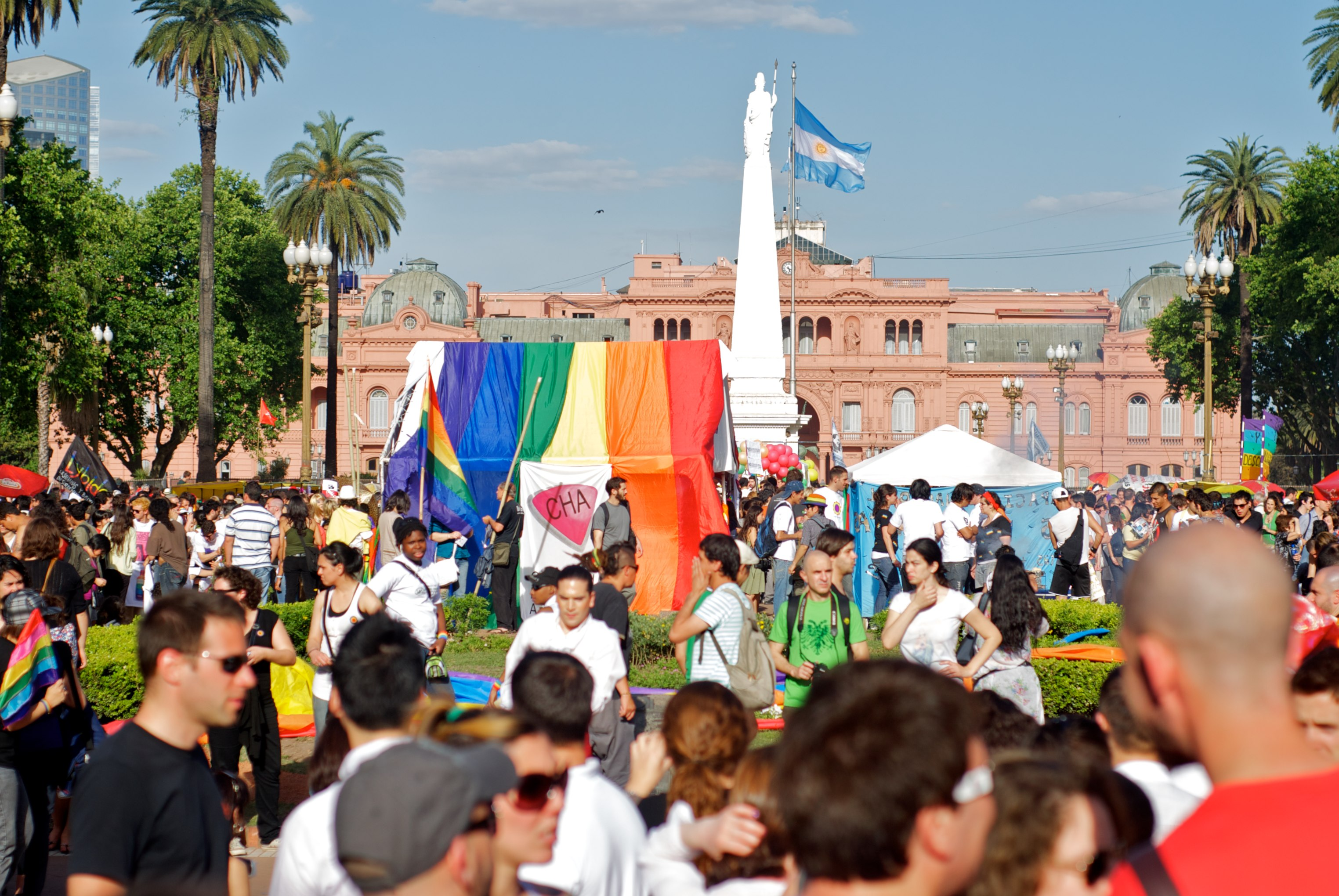
Lễ diễu hành tự hào năm 2010 ở Plaza de Mayo, Buenos Aires, cái mà sử dụng thuật ngữ LGBTIQ.

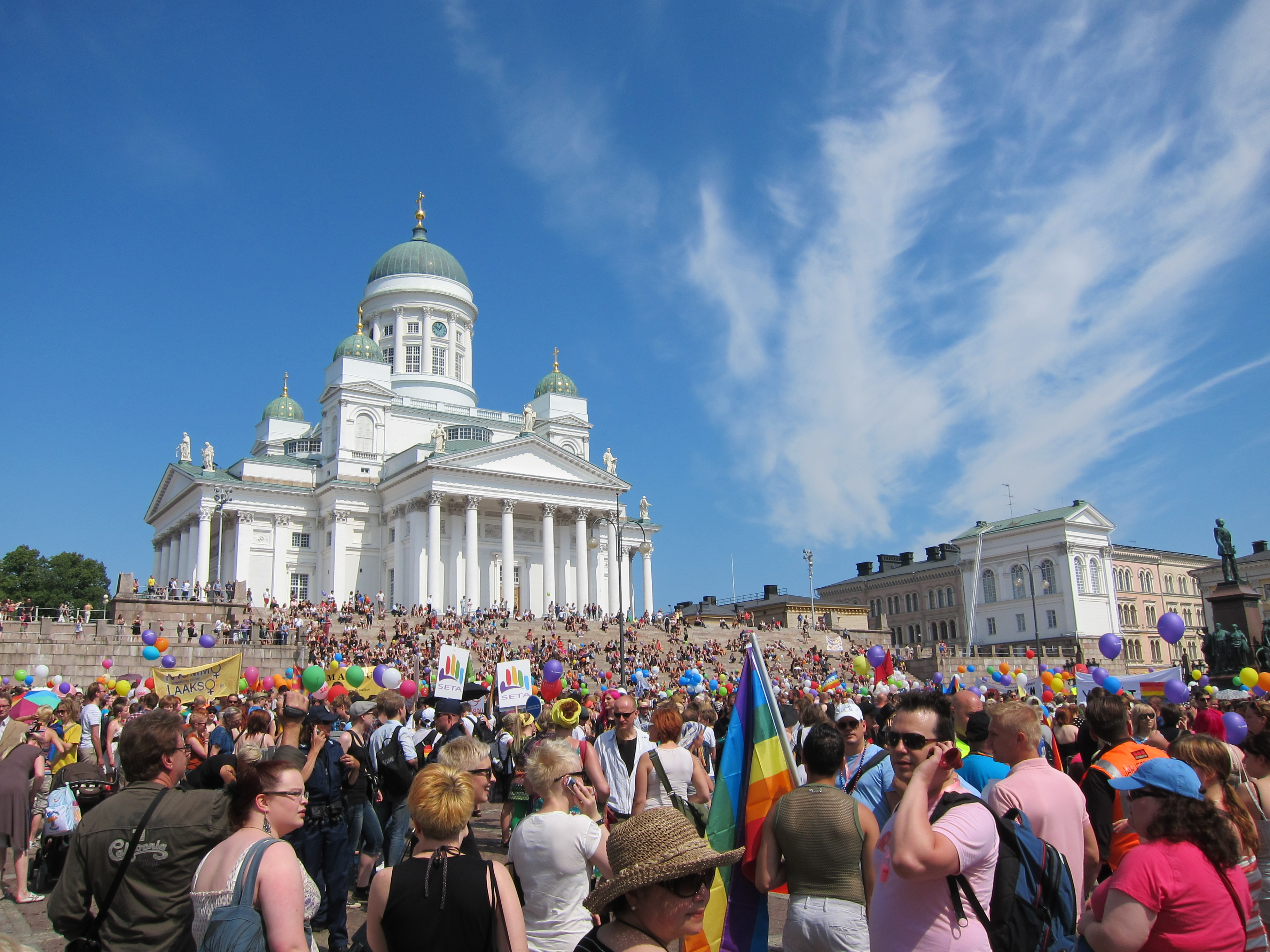
Mọi người tập trung ở Quảng trường Senate, Helsinki, ngay trước khi lễ diễu hành Tự hào Helsinki 2011 diễn ra.

Nhiều biến thể bao gồm các thuật ngữ thay đổi vị trí của cái chữ cái như LGBT hay GLBT là những thuật ngữ thông dụng nhất. Tuy giống nhau về nghĩa, LGBT thường mang hàm ý nghiêng về nữ quyền hơn GLBT vì chữ cái "L" (đồng tính nữ) được đặt lên đầu. LGBT cũng bao gồm chữ cái Q tượng trưng cho người "queer" hoặc "băn khoăn về xu hướng tính dục của bản thân" (đôi khi được viết tắt với một dấu hỏi chấm và được dùng cho những người không hẳn là L, G, B hay T), tạo ra những thuật ngữ LGBTQ hay LGBTQQ. Ở Anh, thuật ngữ được cách điệu thành LGB&T,, trong khi Đảng Xanh nước Anh và xứ Wales dùng thuật ngữ LGBTIQ trong các ấn phẩm và tuyên ngôn chính thức của mình.
Thứ tự của các chữ cái cũng không được tiêu chuẩn hóa, ngoài các biến thể giữa các chữ "L" hay "G", những chữ cái ít thông dụng hơn, nếu được sử dụng, thì có thể được đặt ở bất kỳ vị trí nào. Những thuật ngữ dài dựa trên LGBT thường bị cho là hỗn tạp và quá khó hiểu. Các thuật ngữ biến thể thường không tượng trưng cho sự khác biệt về quan điểm chính trị trong cộng đồng, mà thường chỉ đơn giản là nêu lên sự lựa chọn của các cá nhân và nhóm.
Các thuật ngữ như toàn tính (pansexual), omnisexual, fluid (linh hoạt) và queer-identified thường được xem như là những thuật ngữ con thuộc về thuật ngữ song tính (bisexual) (và vì vậy chúng được xem như là một phần của cộng đồng người song tính).
Một vài người dùng LGBT+ để nói về "LGBT và những cộng đồng có liên quan". Bên cạnh đó, thuật ngữ LGBTQIA cũng thường hay được sử dụng và ba chữ cái viết tắt thêm là "queer,  liên giới tính (intersex), và vô tính (asexual)". Những biến thể khác có thể bao gồm chữ "U" (unsure) cho "không chắc chắn"; "C" (curious) cho "sự tò mò"; thêm một chữ "T" (transvestite) cho "người ăn mặc xuyên giới"; "TS", hoặc "2" cho "hai tâm hồn" (two-spirit); "SA" (strangiht allies) cho những "đồng minh dị tính". Tuy nhiên sự bao gồm đồng minh dị tính vào thuật ngữ LGBT đã dấy lên tranh cãi khi mà những người dị tính đã dùng phong trào LGBT để tăng sự nổi tiếng và địa vị trong những năm gần đây, và nhiều nhà hoạt động xã hội LGBT đã chỉ trích thế giới quan định chuẩn hóa dị tính của những người dị tính nhất định. Một vài người thêm chữ "P" (polyamorous) đa tính, chữ "H" cho "những người nhiễm HIV " hay "O" (other) khác. Còn thuật ngữ LGBTIH được sử dụng ở Ấn Độ để bao gồm hijra third gender những tiểu văn hóa có liên quan.
Thuật ngữ LGBTTQQIAAP (đồng tính nữ, đồng tính nam, người song tính, chuyển giới, transsexual, queer, khám phá tính dục,  liên giới tính, vô tính, đồng minh, toàn tính cũng được tạo ra, nhưng gặp nhiều chỉ trích vì quá rắc rối, và không bao gồm một số nhóm thiểu số khác cũng như là vấn đề về vị trí của các chữ cái trong thuật ngữ mới. Tuy nhiên, việc thêm cụm từ "đồng minh" (allies) vào thuật ngữ đã dẫn đến tranh cãi, vì một số người xem sự bao gồm của "ally" thay thế cho "asexual" như là một cách xóa bỏ sự hiện diện của người vô tính. Ngoài ra, còn có thuật ngữ QUILTBAG (queer and questioning, unsure, intersex, lesbian, transgender and two-spirit, bisexual, asexual and aromantic, and gay and genderqueer).
Tương tự, LGBTIQA+ tượng trưng cho "đồng tính nữ, đồng tính nam, người song tính, chuyển giới, liên giới tính, queer/questioning, vô tính/vô ái/vô giới và nhiều cụm từ khác (như phi nhị giới và toàn tính)". Dấu cộng sau chữ "A" có thể chỉ một chữ A thứ hai tượng trưng cho đồng minh (allies).
Ở Canada, cộng đồng đôi khi được xác định là LGBTQ2 (Đồng tính nữ, Đồng tính nam, Song tính, Chuyển giới, Queer và Hai tâm hồn). Tùy thuộc vào từng tổ chức  mà sự lựa chọn về chữ viết tắt sẽ khác nhau. Các doanh nghiệp và CBC thường sử dụng cụm từ LGBT làm đại diện cho bất kỳ từ viết tắt nào dài hơn, còn các nhóm hoạt động tư nhân thường sử dụng LGBTQ+, trong khi các nhà cung cấp dịch vụ y tế công cộng ưu tiên LGBT2Q+ để phù hợp với những người bản địa hai tâm hồn. Trong một khoảng thời gian, tổ chức Pride Toronto đã sử dụng từ viết tắt khá dài LGBTTIQQ2SA, nhưng dường như đã bỏ cụm từ này để dùng những cụm từ đơn giản hơn.

### Sự bao gồm người chuyển giới
Cụm từ trans* đã được tiếp nhận bởi một số nhóm như là một từ thay thế bao hàm cho "transgender" (chuyển giới), khi mà trans (không có dấu hoa thị) được sử dụng để mô tả người chuyển giới nam và người chuyển giới nữ, trong khi trans* bao hàm tất cả những bản dạng phi hợp giới bao gồm người chuyển giới, transsexual (người chuyển giới muốn trị liệu định giới), ăn mặc xuyên giới, đa dạng giới, linh hoạt giới, phi nhị giới, genderfuck, genderless, vô giới, non-gendered, giới thứ ba, song linh, song giới, chuyển giới nam và chuyển giới nữ. Tương tự, cụm từ transsexual thường thuộc trong transgender, nhưng một số người transsexual phản đối điều này.
Khi không bao gồm người chuyển giới, thuật ngữ rút gọn LGB được sử dụng thay vì LGBT.

### Sự bao gồm người liên giới tính
Mối quan hệ của người liên giới tính với các cộng đồng đồng tính nữ, đồng tính nam, song tính và chuyển giới, queer là rất phức tạp, nhưng những người liên giới tính thường được thêm vào danh mục LGBT để tạo ra một cộng đồng LGBTI. Một số người liên giới tính ưa thích thuật ngữ LGBTI hơn, trong khi những người khác lại muốn họ không được đưa vào như một phần của thuật ngữ này. Emi Koyama mô tả cách đưa người liên giới tính vào LGBTI có thể không giải quyết được các vấn đề nhân quyền cụ thể của người liên giới tính, bao gồm cả việc tạo ra ấn tượng sai lầm "rằng quyền của người liên giới tính được bảo vệ bởi luật bảo vệ người LGBT, và không thừa nhận rằng nhiều người liên giới tính không phải là LGBT. Tổ chức Intersex International Australia tuyên bố rằng một số cá nhân liên giới tính bị thu hút bởi những người cùng giới tính và một số người dị tính, nhưng "hoạt động LGBTI đã đấu tranh cho quyền của những người nằm ngoài hệ nhị phân giới tính và ngoài những chuẩn mực giới". Julius Kaggwa của SIPD Uganda đã viết rằng, trong khi cộng đồng người đồng tính" cung cấp cho chúng tôi một nơi an toàn tương đối, họ cũng không để ý đến/ không nhận biết được nhu cầu cụ thể của chúng tôi".
Nhiều nghiên cứu đã cho thấy tỷ lệ hấp dẫn đồng giới cao hơn ở những người liên giới tính, một nghiên cứu gần đây của Úc về những người sinh ra với các đặc điểm giới tính khác thường cho thấy 52% người được hỏi không phải là người dị tính, do đó nghiên cứu về đối tượng liên giới tính đã được sử dụng để khám phá các phương tiện ngăn ngừa đồng tính luyến ái. Là trường hợp được sinh ra với các đặc điểm giới tính không phù hợp với các chuẩn mực xã hội, người liên giới tính có thể được phân biệt với người chuyển giới, trong khi một số người liên giới tính là cả liên giới tính và chuyển giới.

## Sự chỉ trích về thuật ngữ

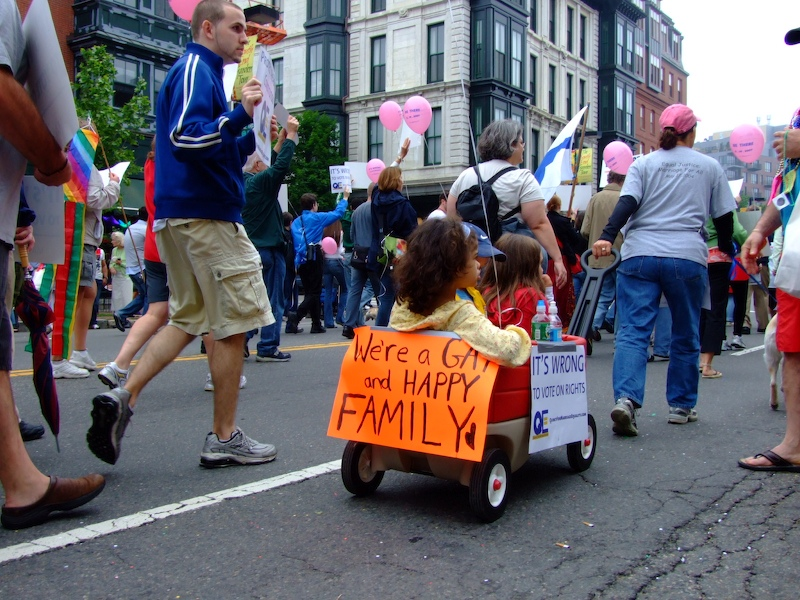
Các gia đình LGBT trong cuộc diễu hành Tự hào ở Boston vào năm 2007. Vì nhiều lí do, các nhà nghiên cứu đã gán nhãn họ là những người phi dị tính.

Từ viết tắt LGBT hay GLBT không có được sự đồng thuận của mọi người vì chúng không bao gồm tất cả. Ví dụ, một vài người tranh luận rằng bản chất người chuyển giới thì không giống như là đồng tính nam, đồng tính nữ và người song tính (LGB). Tranh luận này xoay quanh vấn đề rằng là một người chuyển giới thì liên quan nhiều đến bản dạng giới hoặc sự hiểu biết của một người về việc là nam hay nữ, mà không kể đến xu hướng tính dục của họ. Những vấn đề về LGB có thể được xem như là vấn đề về xu hướng và sự hấp dẫn tính dục. Những sự khác biệt này đã được nêu ra trong bối cảnh chính trị, điều mà những mục tiêu của LGB như là hợp pháp hóa hôn nhân đồng giới và nhân quyền (điều mà không bao gồm người chuyển giới và người liên giới tính), có thể được xem là khác với những mục tiêu của người chuyển giới.
Một niềm tin vào "chủ nghĩa ly khai đồng tính nam và đồng tính nữ" (tránh nhầm lẫn với "chủ nghĩa ly khai đồng tính nam và đồng tính nữ") tin rằng những người đồng tính nam và đồng tính nữ thành lập (hoặc nên hình thành) một cộng đồng tách biệt với các nhóm khác thường được bao gồm trong phạm vi LGBTQ. Những người theo chủ nghĩa ly khai mặc dù không phải lúc nào cũng có đủ số lượng để được xem là một phong trào nhưng họ là một nhân tố quan trọng, tích cực và thẳng thắn trong cộng đồng LGBT. Trong một số trường hợp những người theo chủ nghĩa ly khai sẽ chối bỏ sự tồn tại và quyền bình đẳng của những người song tính và chuyển đổi giới tính, đôi khi gây nên chứng ghét sợ song tính và chuyển giới. Đối lập với những người theo chủ nghĩa ly khai, Peter Tatchell thuộc nhóm về nhân quyền LGBT OutRage!, tranh luận rằng tách phong trào của người chuyển giới ra khỏi LGB sẽ là "một sự điên rồ về mặt chính trị", anh nói:
Người Queers cũng như người chuyển giới là những chống lại chuẩn mực về giới. Chúng tôi không tuân theo bất cứ sự giả định dị tính của hành vi nam nữ, bởi vì chúng tôi có những mối quan hệ tình cảm và tình dục với người đồng giới. Chúng tôi nên ăn mừng sự khác biệt của mình với những chuẩn mực dị tính đại chúng khác.[...]

Một vài những người đồng tính nam, đồng tính nữ, người song tính và chuyển giới không thích cách mô tả về một "cộng đồng LGBT" hay "LGB" bao hàm tất cả. Một số người không tán thành những chiến dịch đoàn kết chính trị xã hội, sự hiện diện và vận động nhân quyền, điều mà thường kèm theo nó là lễ diễu hành tự hào đồng tính. Vài người tin rằng nhóm những người phi dị tính lại với nhau làm lưu truyền ý nghĩ rằng việc là người đồng tính/song tính/vô tính/toàn tính/v.v làm cho một người khác biệt do thiếu sót hơn so với người khác. Những người này thường ít được biết đến hơn so với những nhà hoạt động xã hội LGBT đại chúng. Vì bộ phận này rất khó để phân biệt với số đông người dị tính, mọi người thường cho rằng tất cả người LGBT ủng hộ phong trào tự do LGBT và sự hiện diện của người LGBT trong xã hội, bao gồm quyền được sống một cuộc đời với cách khác với số đông. Trong cuốn sách Anti-Gay năm 1996, một tuyển tập các bài luận được chỉnh sửa bởi Mark Simpson, khái niệm bản dạng "một kích cỡ vừa tất cả" dựa trên những khuôn mẫu LGBT bị chỉ trích vì kìm hãm tính cá nhân của cộng đồng LGBT.
Viết trong tờ BBC News Magazine năm 2014, Julie Bindel tự hỏi rằng liệu các nhóm giới hiện nay có cùng nhau chia sẻ vấn đề và mục tiêu giống nhau? Bindel nói đến một vài cách viết tắt khác chỉ những sự kết hợp khác nhau và kết luận rằng đã đến lúc các liên minh phải được cải cách hoặc tách biệt hoàn toàn. Vào 2015, câu slogan "Hãy loại bỏ chữ T" được hình thành nhằm khuyến khích các tổ chức LGBT ngừng ủng hộ người chuyển giới; trong khi nhận được rất nhiều sự ủng hộ của một vài nhà nữ quyền cũng như là một số người chuyển giới, nhiều nhóm LGBT lên án chiến dịch này là kỳ thị người chuyển giới.

## Những thuật ngữ thay thế
Nhiều người đã tìm kiếm một thuật ngữ chung để thay thế nhiều từ viết tắt đã có từ trước. Những từ như queer (một thuật ngữ chung cho các nhóm tính dục và giới tính thiểu số không thuộc về dị tính hay nhị nguyên giới) và cầu vồng đã được thử, nhưng hầu hết đều chưa được dùng rộng rãi. Queer có nhiều hàm ý tiêu cực, đối với những người lớn tuổi nhớ từ này như một lời chế nhạo và xúc phạm, và cách sử dụng tương tự (một cách tiêu cực) khác đối với thuật ngữ này vẫn còn tiếp diễn. Nhiều người trẻ tuổi cũng cho rằng queer có tính chính trị hơn LGBT. "Cầu vồng" có ý chỉ những người hippies, các phong trào Thời đại Mới và các nhóm như Gia đình Cầu vồng hoặc Cầu vòng của Jesse Jackson/Liên minh PUSH. SGL ("tình yêu đồng giới") đôi khi được những người đồng tính nam Mỹ gốc Phi ưa chuộng như một cách để phân biệt mình với cộng đồng LGBT da trắng da trắng thống trị.
Một số người ủng hộ thuật ngữ "nhóm thiểu số tính dục và bản dạng giới" (MSGI, được đặt ra vào năm 2000), hoặc các nhóm thiểu số giới và tính dục/nhóm thiểu số tính dục (GSM) để trực tiếp bao gồm tất cả những người không phải là người dị giới và dị tính; hoặc các nhóm thiểu số giới, tính dục và tình cảm (GSRM), trong đó bao gồm cả các xu hướng lãng mạn thiểu số và sự đa ái; tuy vậy những thuật ngữ đó cũng không được sử dụng rộng rãi. Các thuật ngữ bao quát hiếm gặp khác là Đa dạng Giới và Tính dục (GSD), MOGII (Các tính hướng bản lề, Bản dạng giới, và Liên giới tính) và MOGAI (Các tính hướng bản lề, Gender Alignment (Sự giao nhau về giới) và Liên giới tính).
Viện Sức khỏe Quốc gia Mỹ đã đóng khung LGBT, những người "có xu hướng tính dục và/hoặc bản dạng giới khác nhau, những người có thể không tự coi mình là LGBT" và cả người liên giới tính (những người bị các chứng rối loạn phát triển giới tính) là những người "thiểu số tính dục và giới (SGM)". Định nghĩa này đã dẫn đến sự phát triển của một kế hoạch chiến lược nghiên cứu y tế NIH SGM. Viện Williams đã sử dụng thuật ngữ tương tự trong một báo cáo về các mục tiêu phát triển bền vững quốc tế, nhưng không bao gồm người liên giới tính.
Tại các cơ sở y tế công cộng, thuật ngữ MSM ("nam quan hệ tình dục với nam") được sử dụng để mô tả những người đàn ông quan hệ tình dục với những người đàn ông khác mà không đề cập đến xu hướng tính dục của họ, cùng với WSW ("phụ nữ quan hệ tình dục với phụ nữ") cũng được sử dụng như một thuật ngữ tương tự.

## Giải thích các thuật ngữ

### Đồng tính luyến ái
Nói đến người có xu hướng tính dục (sexual orientation) đồng tính luyến ái bao gồm: đồng tính luyến ái nữ (lesbian) và đồng tính luyến ái nam (gay), gọi tắt là đồng tính. Họ là người cảm thấy sự hấp dẫn tình yêu và/hoặc tình dục với người cùng giới tính. Khác với người có xu hướng tính dục dị tính luyến ái, là cảm thấy sự hấp dẫn tình yêu và/hoặc tình dục với người khác giới tính.

### Song tính luyến ái
Chỉ những người có sự hấp dẫn tình yêu, tình dục với cả những người cùng giới và khác giới tính một cách lâu dài.

### Người chuyển giới
Là những người có bản dạng giới (nhận định, cảm nhận giới tính) khác với những đặc điểm giới tính của người đó lúc sinh ra, bao gồm người chuyển giới đã phẫu thuật và người chuyển giới chưa (hoặc không qua) qua phẫu thuật định giới.